# Sike Lajos
Sike Lajos (írói álneve: Szamosi László; Kőszegremete, 1938. június 25. – Szatmárnémeti, 2015. szeptember 23.
) erdélyi magyar újságíró, közíró.

## Életútja, munkássága
Középiskoláit Szatmárnémetiben, a Faipari Műszaki Középiskolában végezte (1955), majd Nagyváradon a bútorgyárban, mint bútoripari technikus dolgozott 1961-ig. Egy tehetségkutató verseny eredményeként 1965-ben lett az Előre munkatársa, majd 1981-től főmunkatársa. Közben 1974-ben elvégezte a Ştefan Gheorghiu Társadalompolitikai Akadémián a történelem szakot. Az 1990 után az újraindult Romániai Magyar Szó, majd annak utódlapjánál Új Magyar Szó, mellette az Erdélyi Riport és a Szatmári Friss Újság munkatársa.
Első írásait a nagyváradi Fáklya közölte (1959). Közéleti riportjai, a néphagyományokat bemutató és elemző írásai a Szatmári Hírlap, Falvak Dolgozó Népe, A Hét, Művelődés, Új Élet és az Ifjúmunkás hasábjain jelentek meg. Riportokat közölt az Előre Kiskönyvtárában, az Öt világrész utasai (Bukarest, 1975) és Ide besüt a nap (uo. 1975) c. gyűjteményes kötetekben, valamint az 1982-es és 1984-es Előre Naptárban.
1991 óta aktív tagja, s egyik kiváló előadója a szatmárnémeti Szent István Körnek. Ügyvivője a Széchenyi Emlékbizottságnak.

## Kötetei
- Történelem mosóporral (publicisztika, Szatmárnémeti, 1997);
- Befürödünk (Szatmárnémeti, 2002);
- A 70-kedő firkász, avagy ki tehene-borja vagyok én (publicisztikai írások Ágoston Hugó előszavával, Szatmárnémeti, 2008).

## Összeállításában megjelent kötetek
- Kapaszkodjál az életszínvonalba (Szatmárnémeti, 2000);
- Avasújváros: az Avasság anyavárosa (Szatmárnémeti, 2003);
- Kis helytörténeti barangolás Pusztadaróctól Szamosdaráig (Szatmárnémeti, 2003);
- Kóstolja meg Kőszegremetét (Szatmárnémeti, 2003);
- Szatmárnémeti: várostörténet egy falevélen (Szatmárnémeti, 2004);
- Szöktetés a bíróságról (szatmári anekdoták, Szatmárnémeti, 2007).